# Pokémon X et Y
Pokémon X et Pokémon Y (ポケットモンスター X・Y, Poketto Monsutā Ekkusu & Wai) sont deux éditions du jeu vidéo de rôle de la série Pokémon développées par Game Freak sous la direction de Junichi Masuda. Elles sont éditées par Nintendo sur Nintendo 3DS à travers le monde en 2013. Elles ont été annoncées le 8 janvier 2013 dans un Nintendo Direct spécial.
Le joueur contrôle le personnage principal via une vue en 3D et le dirige dans l'ensemble de la région fictive de Kalos (qui, cette fois-ci, est ouvertement inspirée de la France). Son but est de capturer, d'entraîner et de faire combattre des créatures fictives appelées « Pokémon » afin d'obtenir le titre de « Maître Pokémon ». Les jeux introduisent soixante-douze nouvelles espèces de Pokémon, s'ajoutant aux 649 des cinq opus précédents, ainsi que les méga-évolutions avec un total de 721. Les versions X et Y sont quasiment identiques : la différence majeure réside dans la présence ou l'absence de certains Pokémon, de sorte qu'il est nécessaire pour un joueur cherchant à tous les obtenir de réaliser des échanges avec l'autre version du jeu.

## Synopsis

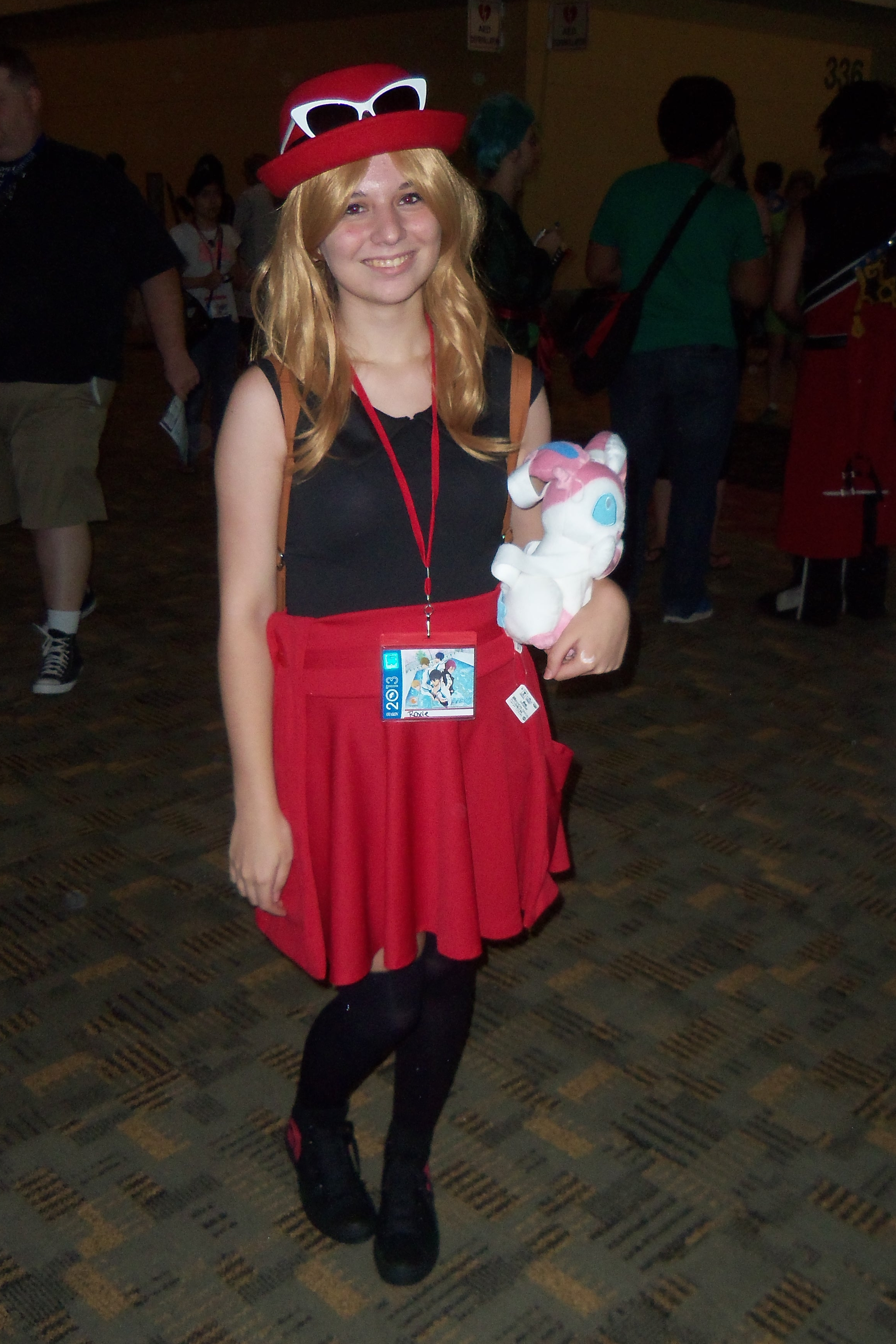
Cosplay de Serena, protagoniste féminin du jeu, avec une peluche de Nymphali.

L'action se situe dans la région fictive de Kalos, inspirée de la France,. Elle est constituée de plusieurs villes peuplées par des humains et de routes terrestres ou maritimes qui les relient entre elles. Chaque zone géographique de la région est habitée par différentes espèces de créatures appelées Pokémon, chacune des espèces possédant une zone de répartition différente ; il en existe trois, le centre, la côte et les monts.
Le ou la protagoniste débute dans la ville de Bourg Croquis. Le joueur aura à choisir entre le protagoniste masculin (Kalem) ou le protagoniste féminin (Serena). Il ou elle part avec quatre compagnons. Parmi eux, Tierno proposera au joueur de choisir entre trois Pokémon de départ, Marisson, Feunnec et Grenousse, puis Trovato lui distribuera un Pokédex, l'encyclopédie fictive recensant les différentes espèces de Pokémon.
Le joueur entame alors une quête à travers Kalos, capturant les Pokémon sauvages, les entraînant et combattant avec ceux des autres dresseurs Pokémon, avec pour but de d'obtenir le titre de « Maître Pokémon ». Pour cela, il rencontrera dans certaines villes des établissements spéciaux appelées « arènes », à l'intérieur desquelles demeure un Champion que le joueur devra battre dans un combat Pokémon pour obtenir un badge. Une fois les huit badges acquis, le joueur sera autorisé à combattre la Ligue Pokémon, qui se compose des meilleurs dresseurs de Pokémon de la région. Le héros devra défaire les quatre membres de la Ligue puis, in fine, le maître de la Ligue pour devenir Maître Pokémon.
Tout au long du jeu, le joueur devra combattre les forces de la Team Flare.

## Système de jeu

### En solo
Contrairement aux opus précédents, Pokémon X et Y adoptent une perspective en vue 3D : les environnements, les personnages et les séquences de combat,. Comme auparavant dans la série, de nouvelles espèces font leur apparition. Parmi elles, trois nouveaux Pokémon de départ font leur apparition. Le Pokémon de type plante est Marisson, celui de type feu se nomme Feunnec et celui de type eau s'appelle Grenousse. Deux nouveaux Pokémon légendaires apparaissent et portent les noms de Xerneas et de Yveltal.

### Connectivité
Les jeux Pokémon X et Y permettraient aux joueurs d'échanger des Pokémon entre deux cartouches de jeu grâce à la connectivité Wi-Fi de la 3DS. Le Player Search System (PSS) pourra faire communiquer les jeux en local ou en Wi-Fi ; les joueurs pourront s'y affronter ou s'y échanger des Pokémon,.
La Banque Pokémon est un système de stockage de Pokémon qui permet aux joueurs d'enregistrer sur Internet 3 000 espèces de Pokémon. Grâce à une autre application nommée Poké Transfert, les joueurs peuvent transférer leurs Pokémon de Pokémon Noir, Blanc, Noir 2 et Blanc 2, afin de les utiliser dans X et Y. Le système de stockage pourrait être utilisé avec les versions ultérieures également.

## Développement
L'équipe de développement de Pokémon X et Y est dirigée par Junichi Masuda. L'équipe s'est rendue un mois en France en 2010 pour récolter des informations sur le pays, car Wikipédia en japonais ne donnait pas beaucoup d'information sur les alignements de Carnac, par exemple. Junichi Masuda et son équipe travaillent sur le duo de jeux plus intensément depuis la sortie en octobre 2012, des versions européennes et nord-américaines de Pokémon Noir 2 et Blanc 2. Le thème des jeux est celui de la beauté.
Pokémon X et Y ont été annoncés le 8 janvier 2013 dans un Nintendo Direct spécial. À la suite de cette annonce, les informations sont distribuées au compte-goutte. Le 12 février 2013, une nouvelle « Évolition », (évolution d'Évoli) est dévoilée et se nomme Nymphali,. Ce Pokémon introduit le type fée pour la première fois dans la série, ce qui a entraîné un rééquilibrage de l'ensemble des types. Un nouveau Pokémon sans nom ayant des traits communs avec Mewtwo est dévoilé le 7 avril durant le Pokémon Smash! au Japon,. Ce nouveau Pokémon est par la suite confirmé comme étant bel et bien lié à Mewtwo. Le 14 mai 2013, quatre nouveaux Pokémon sont dévoilés, avec le nom de la région, sa carte et une vidéo contenant le système de jeu. Au fil des mois, des nouveautés font leur apparition, comme les méga-évolutions qui permettent d'avoir un Pokémon différent au cours d'un combat. Celui-ci peut gagner un type ou en changer. Le type Fée est ajouté depuis la sixième génération.
Le Méga-Mewtwo fait une apparition dans le seizième film, Pokémon, le film : Genesect et l'Éveil de la légende. Des Nintendo 3DS spéciales bleues et rouges avec Xerneas et Yveltal ont été mises en vente à travers le monde, seule celle en dorure avec Xerneas, Marisson, Feunnec et Grenousse est sortie uniquement au Japon. Afin d'assurer la promotion des jeux au Royaume-Uni, Nintendo crée un partenariat avec le groupe anglais Union J ; il se renomme Union XY pour le jour de sortie uniquement.
Pokémon X et Pokémon Y sortent le 12 octobre 2013 dans le monde entier ; il s'agit de la première fois qu'un duo de jeux Pokémon sort en simultané au Japon, en Amérique du Nord et en Europe. Pour Junichi Masuda, la sortie simultanée était une volonté depuis 2006. Le nom des versions fait allusion aux coordonnées cartésiennes ; le X représente l'infini et Y la destruction et quel que soit l'axe pris, les gens se croisent,. Le boîtier de jeu de Pokémon X représente le Pokémon légendaire Xerneas et tend vers la couleur bleue, tandis que celui de Pokémon Y représente Yveltal et a une prédominance de rouge. Dès la sortie du jeu jusqu'au 15 janvier 2014, un Poussifeu tenant une gemme Braségalite est distribué.

## Accueil

### Critique
Au 2 octobre 2013, Japon, 1,26 million d'exemplaires ont été pré-commandés, hors versions numériques, puis passe à 1,559 million d'unités en cumulant les deux versions et en incluant les packs, la veille de la sortie. Après deux jours de vente, le duo de jeu se vend à quatre millions d'exemplaires dans le monde dont 1,866 million au Japon. Ces chiffres sont un record pour un jeu de Nintendo 3DS. 
Pokémon X et Y sont bien accueillis par la presse spécialisée ; ils obtiennent sur GameRankings une moyenne d'environ 88 %,. Le magazine anglais Edge, GameSpot et Gamekult attribuent la note de 8/10,,. Jeuxvideo.com note le jeu d'un 17/20 en soulignant que la série de jeux vidéo Pokémon se renouvelle et perdure malgré un scénario un peu léger de Pokémon X et Y. IGN note les jeux avec un 9/10. Famitsu lui attribue la note de 39/40.
Les critiques de jeux vidéo apprécient le passage à la 3D ; seul bémol pour Jeuxvideo.com, qui trouve que la 3D « n'atteint pas des sommets techniques ». Contrairement à Pokémon Noir et Blanc, les jeux s'étoffent avec un plus grand Pokédex ; « ce qui signifie que vous pourrez voir plein de nouveaux visages et des plus familiers », et sont un « hommage aux générations précédentes ». GameSpot et Jeuxvideo.com remarquent que Pokémon X et Pokémon Y sont « moins difficiles que les jeux précédents », et Gamekult rajoute que les joueurs ne jouent « pas vraiment à Pokémon pour son scénario, mais plutôt pour la richesse de son gameplay ». Gameplay qui n'a pas évolué depuis le début de la série de jeux vidéo : « combattre et échanger, et les deux systèmes ont été soigneusement affinés au fil du temps ».
Le 18 octobre 2013, quelques jours après sa sortie mondiale, Nintendo reconnaît qu'une erreur se déclenche lorsque le joueur sauvegarde sa partie dans la ville d'Illumis, la ville principale du jeu. Afin d'éviter l'impossibilité de relancer la sauvegarde, Nintendo se penche sur une mise à jour afin de régler le problème et invite les joueurs à éviter de sauvegarder dans certaines rues.  

### Ventes
Au 31 mars 2015, les ventes s'élèvent à 13,85 millions d'exemplaires. En avril 2018, Nintendo annonce 16,29 millions de ventes. Il est classé le 2ème jeu le plus vendu de la 3DS avec un total de 16,73 millions de ventes dans le monde.

## Postérité
La bande-son du jeu est disponible sur iTunes à partir de novembre 2013.